# سيمون إستس
سيمون إستس (بالإنجليزية: Simon Estes)‏ هو مغني أوبرا ومغني وموسيقي أمريكي، ولد في 2 مارس 1938 في سنترفيل في الولايات المتحدة.

## وصلات خارجية
- سيمون إستس على موقع IMDb (الإنجليزية)
- سيمون إستس على موقع مونزينجر (الألمانية)
- سيمون إستس على موقع ميوزك برينز (الإنجليزية)
- سيمون إستس على موقع أول ميوزيك (الإنجليزية)
- سيمون إستس على موقع ديسكوغز (الإنجليزية)
- سيمون إستس على موقع قاعدة بيانات الفيلم (الإنجليزية)